# Liste der Kulturdenkmale in Wallhausen (Helme)
In der Liste der Kulturdenkmale in Wallhausen (Helme) sind alle  Kulturdenkmale der Gemeinde Wallhausen (Helme) und ihrer Ortsteile aufgelistet. Grundlage ist das Denkmalverzeichnis des Landes Sachsen-Anhalt, das auf Basis des Denkmalschutzgesetzes des Landes Sachsen-Anhalt vom 21. Oktober 1991 durch das Landesamt für Denkmalpflege und Archäologie Sachsen-Anhalt erstellt und seither laufend ergänzt wurde (Stand: 31. Dezember 2022).

## Kulturdenkmale nach Ortsteilen

### Hohlstedt
| Lage | Bezeichnung    | Beschreibung  | Erfassungs- nummer | Ausweisungsart | Bild        |
| --- | -------------- | ------------- | ------------------ | -------------- | ----------- |
| südlich des Dorfes am Weg nach Brücken im Winkel mit einem nach Süden abzweigenden Feldweg (Karte)                                       | Gedenkstein    | Schwedenkreuz | 094 84528          | Kleindenkmal   | Gedenkstein |
| an der sog. Schachtstraße etwa 400 m südlich der Bundesstraße südlich eines einsam stehenden Laubbaumes am östlichen Straßenrand (Karte) | Gedenkstein    | Schäferkreuz  | 094 84529          | Kleindenkmal   | BW          |
| Chaussee (Karte) | Denkmal        |               | 094 98700          | Baudenkmal     | BW          |
| Chaussee (Karte) | Kriegerdenkmal |               | 094 98701          | Baudenkmal     | BW          |
| Enge Gasse 87 (Karte) | Wohnhaus       |               | 094 98702          | Baudenkmal     | BW          |
| Hauptstraße (Karte) | Kirche         | St. Andreas   | 094 98703          | Baudenkmal     | Kirche      |
| Hauptstraße 14 (Karte) | Pfarrhof       |               | 094 98704          | Baudenkmal     | BW          |
| Hauptstraße 17 (Karte) | Schule         |               | 094 98705          | Baudenkmal     | BW          |
| Hauptstraße 22 (Karte) | Bauernhof      |               | 094 83399          | Baudenkmal     | BW          |

### Martinsrieth
| Lage                   | Bezeichnung | Beschreibung | Erfassungs- nummer | Ausweisungsart | Bild           |
| ---------------------- | ----------- | ------------ | ------------------ | -------------- | -------------- |
| Dorfstraße (Karte)     | Kirche      | St. Martin   | 094 84352          | Baudenkmal     | Weitere Bilder |
| Dorfstraße 27 (Karte)  | Pfarrhof    |              | 094 84353          | Baudenkmal     | BW             |
| Dorfstraße 38a (Karte) | Mühle       |              | 094 84354          | Baudenkmal     | BW             |

### Riethnordhausen
| Lage                           | Bezeichnung                    | Beschreibung   | Erfassungs- nummer | Ausweisungsart               | Bild        |
| ------------------------------ | ------------------------------ | -------------- | ------------------ | ---------------------------- | ----------- |
| Borxlebener Straße (Karte)     | St. Jacobi                     | Kirche         | 094 84507          | Baudenkmal                   | St. Jacobi  |
| auf dem Kirchhof               | Kriegerdenkmal Riethnordhausen | Kriegerdenkmal | 094 84507 001      | Teilobjekt eines Baudenkmals |             |
| Borxlebener Straße 95 (Karte)  | Pfarrhof                       | Pfarrhof       | 094 84508          | Baudenkmal                   | BW          |
| Ederslebener Straße 13 (Karte) | Wohnhaus                       |                | 094 84509          | Baudenkmal                   | BW          |
| In der Ecke (Karte)            | Gedenkstein                    |                | 094 84511          | Kleindenkmal                 | Gedenkstein |
| In der Ecke 34 (Karte)         | Wohnhaus                       |                | 094 84510          | Baudenkmal                   | BW          |

### Wallhausen
| Lage                                                       | Bezeichnung                                                                      | Beschreibung | Erfassungs- nummer | Ausweisungsart | Bild                                                                             |
| ---------------------------------------------------------- | -------------------------------------------------------------------------------- | ------------ | ------------------ | -------------- | -------------------------------------------------------------------------------- |
| Am blauen Tor 1 (Karte)                                    | Schloss Wallhausen                                                               |              | 094 05761          | Baudenkmal     | Weitere Bilder                                                                   |
| Glockengasse 16 (Karte)                                    | Pfarrhaus                                                                        |              | 094 06393          | Baudenkmal     | BW                                                                               |
| Hauptstraße (Karte)                                        | Denkmal für die Opfer der Weltkriege und des Bombenangriffs vom 22. Februar 1945 |              | 094 06142          | Baudenkmal     | Denkmal für die Opfer der Weltkriege und des Bombenangriffs vom 22. Februar 1945 |
| Hauptstraße (Karte)                                        | Sankt-Peter-und-Paul-Kirche                                                      | Kirche       | 094 06143          | Baudenkmal     | Sankt-Peter-und-Paul-Kirche                                                      |
| Hauptstraße 127 (Karte)                                    | Bauernhof                                                                        |              | 094 81746          | Baudenkmal     | BW                                                                               |
| Hauptstraße, Kirchtor, Poststraße, Steintor (Karte)        | Stadtmauer                                                                       |              | 094 07127          | Baudenkmal     | BW                                                                               |
| Oberfleck 115 direkt vor der Grundstückseinfassung (Karte) | Gedenkstein                                                                      |              | 094 07944          | Kleindenkmal   | BW                                                                               |
| Oberfleck 73 (Karte)                                       | Edelhof                                                                          | Schieferhof  | 094 07942          | Baudenkmal     | BW                                                                               |
| Stunzengasse 27 (Karte)                                    | Portal                                                                           |              | 094 07338          | Baudenkmal     | BW                                                                               |

## Ehemalige Kulturdenkmale nach Ortsteilen

### Wallhausen
| Lage                                 | Bezeichnung            | Beschreibung | Erfassungs- nummer | Ausweisungsart | Bild |
| ------------------------------------ | ---------------------- | --- | ------------------ | -------------- | ---- |
| Hauptstraße, ehemals Lange Gasse 127 | Bürgerhaus Bienenstock | Fachwerkhaus aus der Zeit um 1550, ab 1670 als Knabenschule, später als Lehrerwohnung genutzt, im Zweiten Weltkrieg durch Luftangriff am 22. Februar 1945 beschädigt, im Jahr 1946 dann abgerissen. |                    | Baudenkmal     |      |

## Legende
In den Spalten befinden sich folgende Informationen:
- Lage: Nennt den Straßennamen und wenn vorhanden die Hausnummer des Kulturdenkmals. Die Grundsortierung der Liste erfolgt nach dieser Adresse. Der Link „Karte“ führt zu verschiedenen Kartendarstellungen und nennt die geographischen Koordinaten.
Link zu einem Kartenansichtstool, um Koordinaten zu setzen. In der Kartenansicht sind Baudenkmale ohne Koordinaten mit einem roten bzw. orangen Marker dargestellt und können in der Karte gesetzt werden. Baudenkmale ohne Bild sind mit einem blauen bzw. roten Marker gekennzeichnet, Baudenkmale mit Bild mit einem grünen bzw. orangen Marker.
- Offizielle Bezeichnung: Nennt den Namen, die Bezeichnung oder zumindest die Art des Kulturdenkmals und verlinkt, soweit vorhanden, auf den Artikel zum Objekt.
- Beschreibung: Nennt bauliche und geschichtliche Einzelheiten des Kulturdenkmals, vorzugsweise die Denkmaleigenschaften.
- Erfassungsnummer: Für jedes Kulturdenkmal wird in Sachsen-Anhalt eine 20stellige Erfassungsnummer vergeben. Die letzten zwölf Ziffern werden für die Untergliederung nach Teilobjekten genutzt und werden nur angegeben, soweit vergeben. In dieser Spalte kann sich folgendes Icon  befinden, dies führt zu Angaben zu diesem Baudenkmal bei Wikidata.
- Ausweisungsart: Die Einordnung des Denkmales nach § 2 Abs. 2 DenkmSchG LSA
- Bild: Ein Bild des Denkmales, und gegebenenfalls einen Link zu weiteren Fotos des Kulturdenkmals im Medienarchiv Wikimedia Commons. Wenn man auf das Kamerasymbol klickt, können Fotos zu Kulturdenkmalen aus dieser Liste hochgeladen werden: